# Juvinópolis
Juvinópolis é um distrito do município brasileiro de Cascavel, no estado do Paraná.